# Hegyköz
A Hegyköz tájegység Észak-Magyarországon, Borsod-Abaúj-Zemplén vármegyében, Sátoraljaújhelytől Hollóházáig északnyugatra. Földrajzilag az Eperjes–Tokaji-hegységben, azon belül a Szalánci-hegységben található, mintegy 400-700 méter magas hegyekkel körülvett völgy, a Bózsva vízgyűjtő területe. Magyarország legészakibb kistája.

## Földrajza
Északról Szlovákia Tőketerebesi járásával szomszédos.
Az U alakú völgy a Bózsva patak vízgyűjtő területe. A térség sok riolittufa tömbjét a szél és a víz szabdalta dimbes-dombossá. A Hegyközbe esnek a Zempléni Tájvédelmi Körzet fokozottan védett területei, a természetbarátok kitűnő kirándulóhelyei. Sok itt a patakok szelte völgy (Kemence patak, Komlóska patak, Ördög-völgy).

## Nevezetességek
Jórészt irtásfalvak alkotják. Központja Pálháza, ahol kisvasút üzemel. Más települései: Kishuta, Nagyhuta, Vágáshuta, Füzérkomlós, vagy a Kazinczy Ferenc által híressé tett Széphalom (ma Sátoraljaújhely városrésze). Alsóregmecen emlékművet állítottak a földbirtokos Kazinczyaknak, akiknek a szomszédős Felsőregmec is birtokaihoz tartozott. Füzérradványban a Károlyi család alakított ki nagy parkot, kastélyukat Ybl Miklós tervezte az 1850-es években romantikus-eklektikus stílusban.
Rudabányácskán található a Zempléni szlovákok néprajzi gyűjteménye, illetve a Hegyköz legősibb görögkatolikus temploma.
Füzér vára a 13. század elején már biztosan állt. A mohácsi vész után a vár ura, Perényi Péter koronaőr szokott helye, Visegrád helyett, csaknem egy évig itt őrizte a Szent Koronát. Falait 1676-ban az osztrák hadsereg felrobbantotta, de gótikus kápolnája viszonylagos épségben fennmaradt.
Hollóháza porcelánjai nemzetközi hírűek. Múzeuma történeti áttekintést nyújt a helyi porcelánkészítésről. Itt található az Országos Kéktúra északi vége. A településen elhelyezett emlékmű méltó hirdetője az 1100 km hosszú turistaútnak.

## Települései
- Alsóregmec
- Bózsva
- Felsőregmec
- Filkeháza
- Füzér
- Füzérkajata
- Füzérkomlós
- Füzérradvány
- Kishuta
- Hollóháza
- Kovácsvágás
- Mikóháza
- Nagyhuta
- Nyíri
- Pálháza
- Pusztafalu
- Sátoraljaújhely-Széphalom
- Vágáshuta
- Vilyvitány
- Rudabányácska

## Képgaléria

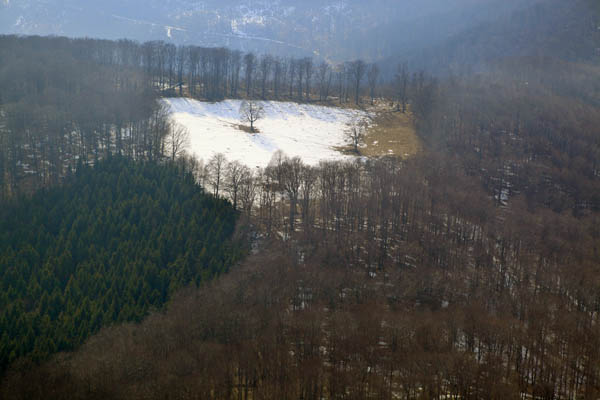
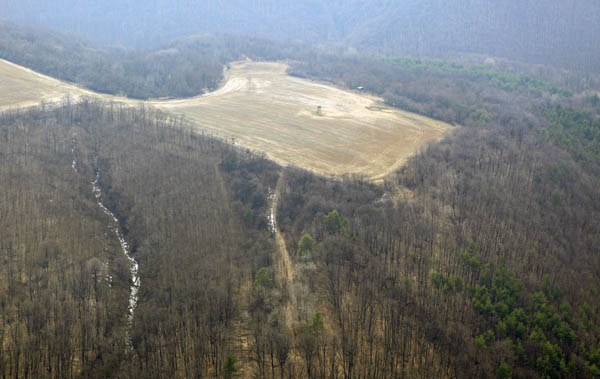
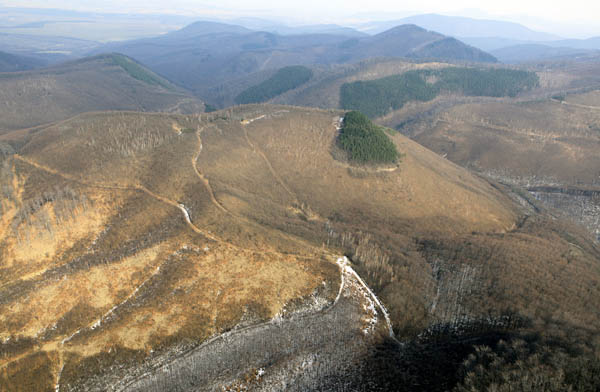
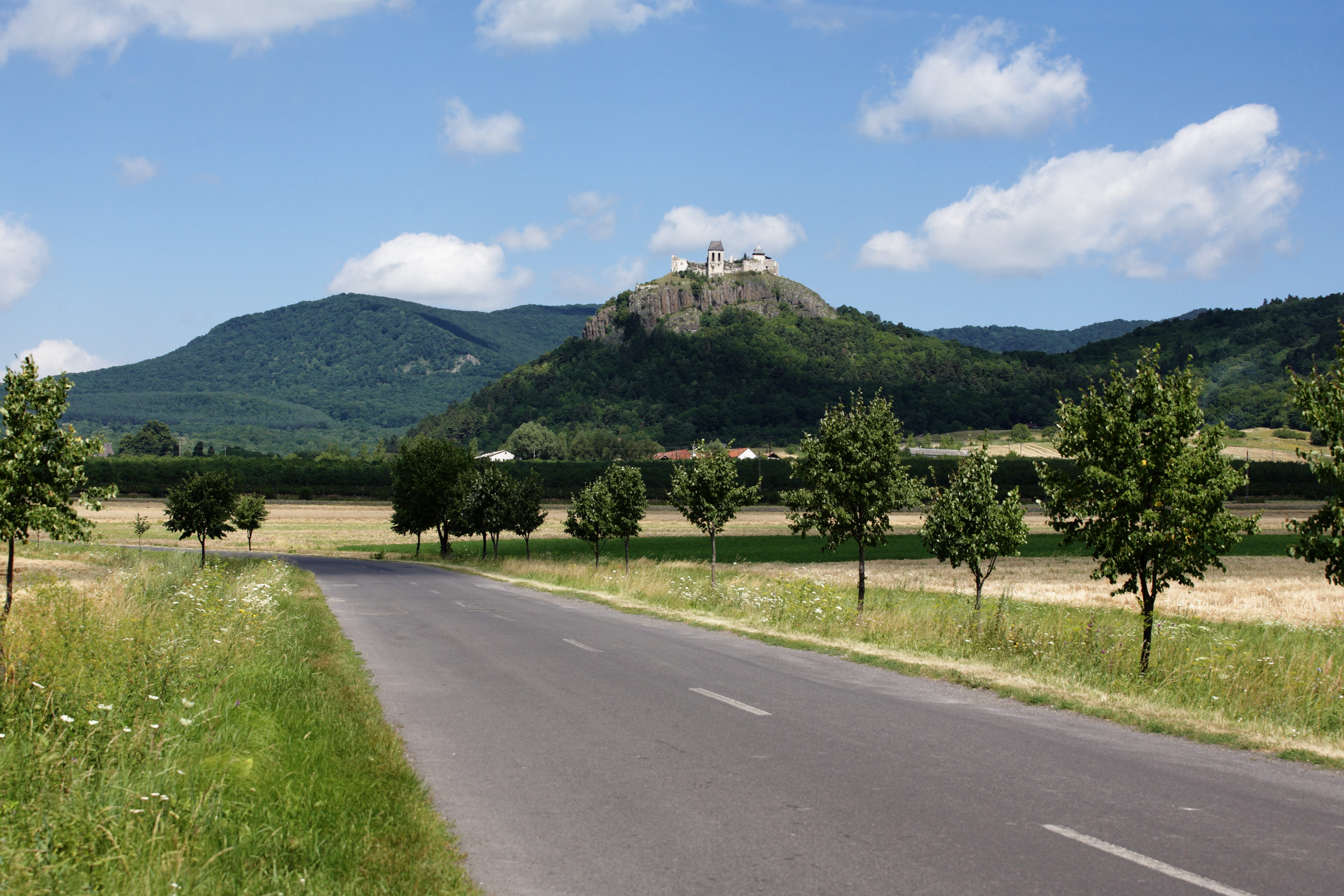
A füzéri vár